# Zemský okres Přední Pomořansko-Rujána
Zemský okres Přední Pomořansko-Rujána (německy Landkreis Vorpommern-Rügen) je zemský okres v německé spolkové zemi Meklenbursko-Přední Pomořansko. Sídlem správy zemského okresu je město Stralsund. Má přibližně 225 tisíc obyvatel. 

## Města a obce
Města:
1. Bad Sülze
2. Barth
3. Bergen auf Rügen
4. Franzburg
5. Garz/Rügen
6. Grimmen
7. Marlow
8. Putbus
9. Ribnitz-Damgarten
10. Richtenberg
11. Sassnitz
12. Stralsund
13. Tribsees

Obce:
1. Ahrenshagen-Daskow
2. Ahrenshoop
3. Altefähr
4. Altenkirchen
5. Altenpleen
6. Baabe
7. Binz
8. Born a. Darß
9. Breege
10. Buschvitz
11. Dettmannsdorf
12. Deyelsdorf
13. Dierhagen
14. Divitz-Spoldershagen
15. Dranske
16. Drechow
17. Dreschvitz
18. Eixen
19. Elmenhorst
20. Fuhlendorf
21. Gager
22. Gingst
23. Glewitz
24. Glowe
25. Göhren
26. Grammendorf
27. Gransebieth
28. Gremersdorf-Buchholz
29. Groß Kordshagen
30. Groß Mohrdorf
31. Gustow
32. Hugoldsdorf
33. Insel Hiddensee
34. Jakobsdorf
35. Karnin
36. Kenz-Küstrow
37. Klausdorf
38. Kluis
39. Kramerhof
40. Kummerow
41. Lancken-Granitz
42. Lietzow
43. Lindholz
44. Löbnitz
45. Lohme
46. Lüdershagen
47. Lüssow
48. Middelhagen
49. Millienhagen-Oebelitz
50. Neu Bartelshagen
51. Neuenkirchen
52. Niepars
53. Pantelitz
54. Papenhagen
55. Parchtitz
56. Patzig
57. Poseritz
58. Preetz
59. Prerow
60. Prohn
61. Pruchten
62. Putgarten
63. Ralswiek
64. Rambin
65. Rappin
66. Saal
67. Sagard
68. Samtens
69. Schaprode
70. Schlemmin
71. Sehlen
72. Sellin
73. Semlow
74. Splietsdorf
75. Steinhagen
76. Süderholz
77. Sundhagen
78. Thiessow
79. Trent
80. Trinwillershagen
81. Ummanz
82. Velgast
83. Weitenhagen
84. Wendisch Baggendorf
85. Wendorf
86. Wieck a. Darß
87. Wiek
88. Wittenhagen
89. Wustrow
90. Zarrendorf
91. Zingst
92. Zirkow